# Ali El Hammami
Pour les articles homonymes, voir Hammami.
Ali El Hammami (1902-1949) est un intellectuel, militant anticolonialiste et défenseur de l'unité maghrébine d'origine algérienne. Né à Tiaret, en Algérie, il s’engage dès son jeune âge dans la lutte contre le colonialisme français et espagnol au Maghreb.

## Biographie
Né en 1902 dans une famille originaire de Tiaret, Ali El Hammami accompagne ses parents au pèlerinage à La Mecque pendant son enfance. À leur retour, la famille s’installe brièvement à Alexandrie, où Ali poursuit son éducation. Après le décès de ses parents, il s'engage activement dans des activités anticolonialistes et quitte l'Égypte pour rejoindre des mouvements de résistance au Maroc.

### Début de l’engagement anticolonial
Dès les années 1920, Ali El Hammami participe aux combats pour l'indépendance aux côtés de l'émir Abdelmalek, fils de l'émir Abd-el-Kader, et de l’émir Abdelkrim El-Khattabi dans le Rif marocain. En 1924, il conduit une délégation à Moscou où il rencontre plusieurs figures de la lutte anticoloniale, dont Ho Chi Minh, avec qui il partage un appartement. Cette période marque le début d’un engagement international pour l’indépendance du Maghreb et du monde musulman.

### Parcours en Europe
Installé à Paris dans les années 1920, El Hammami intègre des cercles nationalistes et contribue à la création de l'Étoile nord-africaine, première organisation nationaliste algérienne, aux côtés de figures telles qu'Abdelkader Hadj Ali et Mahmoud Ben Lekhal. Il collabore également avec des publications de résistance en Europe et participe aux réseaux de l’internationale anticolonialiste. En 1935, il s’installe au Moyen-Orient, mais fait face à de nombreuses difficultés et persécutions. Avec l’aide de l'émir Chakib Arslan, il obtient finalement un statut de réfugié dans la région.

### Engagement au Moyen-Orient
Durant son séjour au Moyen-Orient, de 1935 à 1946, El Hammami enseigne l'histoire et la géographie à Bagdad. En 1946, il rejoint Le Caire et participe à la fondation du Bureau du Maghreb Arabe, aux côtés de l’émir Abdelkrim el-Khattabi et d'autres intellectuels nationalistes maghrébins. Ce bureau visait à coordonner les efforts de libération du Maghreb.

### Mort et héritage
En 1949, El Hammami est désigné par le parti UDMA de Ferhat Abbas pour représenter l'Algérie au Congrès économique islamique de Karachi, où il dénonce vivement le colonialisme. Il décède le 12 décembre 1949 dans un accident d'avion au Pakistan, en compagnie de Mohammed Benaboud et Habib Thameur, délégués respectivement du Maroc et de la Tunisie. Sa mort suscite un grand émoi en Algérie, où il est enterré au cimetière de Sidi M'hamed à Alger. Ses funérailles sont l’occasion d’une manifestation nationale, symbolisant l’unité de toutes les tendances politiques algériennes de l’époque.

## Œuvre
El Hammami est l’auteur de plusieurs articles et essais traitant de la lutte contre le colonialisme. Son œuvre majeure, le roman Idriss, constitue un réquisitoire contre le colonialisme et un plaidoyer pour l’unité maghrébine. Il y expose l'importance de la solidarité entre les peuples maghrébins dans leur lutte contre les puissances coloniales. Outre Idriss, il a rédigé des travaux biographiques sur des figures de l’histoire maghrébine comme Ibn Khaldoun et l'émir Abdelkader, mais plusieurs de ses manuscrits furent perdus avec sa mort.

## Hommages et postérité
Après sa mort, de nombreux hommages lui furent rendus en Algérie et au Maghreb, soulignant sa contribution à la cause nationale. L’Association des Oulémas, l’UDMA, et d’autres organisations continuèrent à commémorer son souvenir, bien que ses écrits n’aient pas tous été publiés. Aujourd'hui, Ali El Hammami est reconnu comme l'un des pionniers de la lutte pour l'indépendance du Maghreb et de l'unité maghrébine.